# 아바스 아라그치

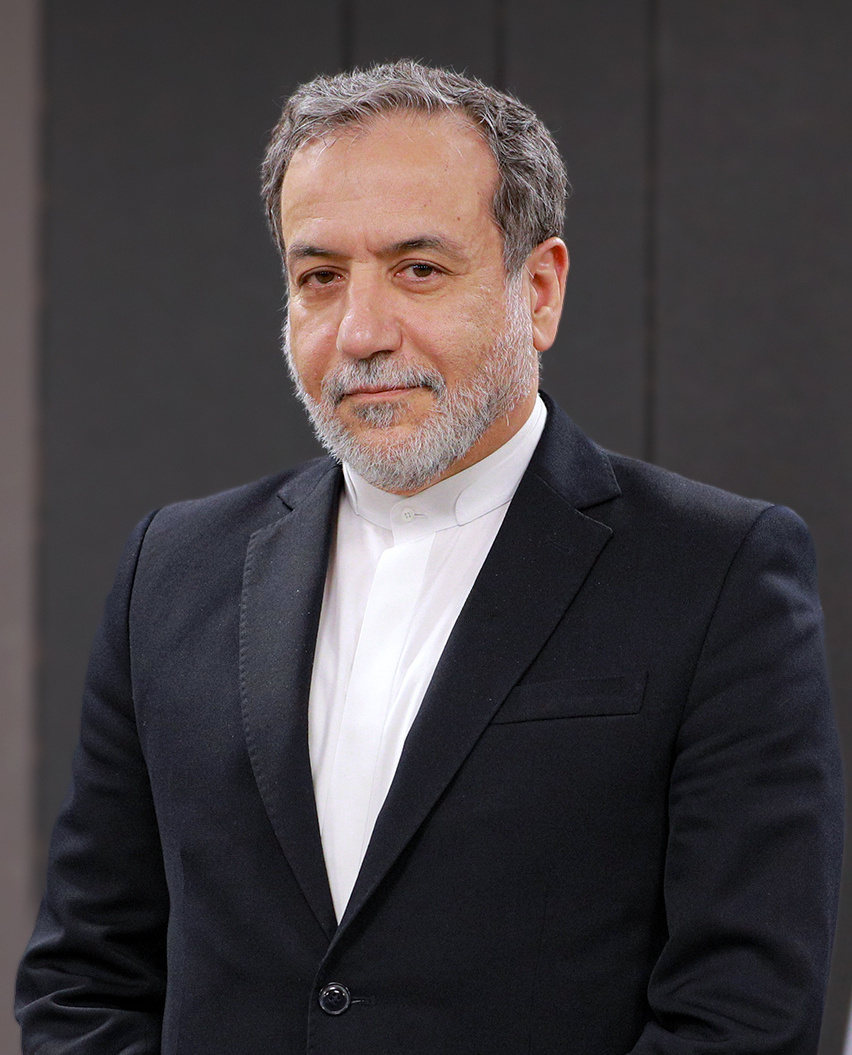
2024년의 아바스 아라그치

사이이드 압바스 아라그치(1962년 12월 5일 ~, 페르시아어: سیّد عباس عراقچی)는 이란의 외교관이자 정치인으로, 2024년 8월부터 이란의 외무부 장관을 맡고 있다. 이전에 외무부 대변인, 핀란드 대사, 일본 대사를 지냈다.